# Сташевица
Сташевица је насељено место у саставу града Плоче, Дубровачко-неретванска жупанија, Република Хрватска.

## Историја
До територијалне реорганизације у Хрватској налазила се у саставу старе општине Плоче.

## Становништво
На попису становништва 2011. године, Сташевица је имала 902 становника.
| Број становника по пописима | Број становника по пописима | Број становника по пописима | Број становника по пописима | Број становника по пописима | Број становника по пописима | Број становника по пописима | Број становника по пописима | Број становника по пописима | Број становника по пописима | Број становника по пописима | Број становника по пописима | Број становника по пописима | Број становника по пописима | Број становника по пописима | Број становника по пописима |
| --------------------------- | --------------------------- | --------------------------- | --------------------------- | --------------------------- | --------------------------- | --------------------------- | --------------------------- | --------------------------- | --------------------------- | --------------------------- | --------------------------- | --------------------------- | --------------------------- | --------------------------- | --------------------------- |
| 1857                        | 1869                        | 1880                        | 1890                        | 1900                        | 1910                        | 1921                        | 1931                        | 1948                        | 1953                        | 1961                        | 1971                        | 1981                        | 1991                        | 2001                        | 2011                        |
| 566                         | 578                         | 654                         | 776                         | 890                         | 991                         | 1.009                       | 1.013                       | 913                         | 970                         | 1.013                       | 999                         | 902                         | 1.112                       | 918                         | 902                         |

Напомена: Од 1880. до 1910. исказивано под именом Селиште. Од 1880. до 1910. исказивано као део насеља. Садржи податке за бивше насеље Пасичина које се од 1857. до 1948. исказивало као насеље.

### Попис1991.
На попису становништва 1991. године, насељено место Сташевица је имало 1.112 становника, следећег националног састава:
| Попис 1991.‍   | Попис 1991.‍  | Попис 1991.‍ | Попис 1991.‍ | Попис 1991.‍ |
| ------------- | ------------ | ----------- | ----------- | ----------- |
|               |              |             |             |             |
| Хрвати        | Хрвати       |             | 1.038       | 93,34%      |
| Југословени   | Југословени  |             | 10          | 0,89%       |
| Срби          | Срби         |             | 4           | 0,35%       |
| остали        | остали       |             | 1           | 0,08%       |
| неопредељени  | неопредељени |             | 5           | 0,44%       |
| регион. опр.  | регион. опр. |             | 5           | 0,44%       |
| непознато     | непознато    |             | 49          | 4,40%       |
| укупно: 1.112 |              |             |             |             |